# نام گل سرخ (فیلم ۲۰۰۳)
«نام گل سرخ» (انگلیسی: Name of the Rose (2003 film)) یک فیلم است که در سال ۲۰۰۳ منتشر شد.